# Greeley Hill
Greeley Hill est une census-designated place du comté de Mariposa, dans l'État de Californie, aux États-Unis,. En 2020, elle compte une population de 927 habitants.